# 1402

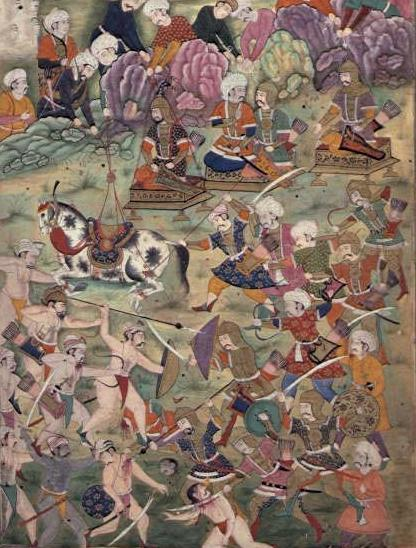
Slag bij Ankara

Het jaar 1402 is het 2e jaar in de 15e eeuw volgens de christelijke jaartelling.

## Gebeurtenissen
- 4 april - Reinoud van Coevorden geeft zijn rechten als heer van Coevorden op.
- 1 mei - Jean de Béthencourt vertrekt op zijn expeditie waarin hij als Castiliaans leenman een deel van de Canarische Eilanden verovert.
- 22 juni - Slag bij Bryn Glas: De Welshe rebellen onder Owain Glyndŵr verslaan de Engelsen.
- 29 juni-18 september - Beleg van Gorinchem: Albrecht van Beieren belegert Gorinchem, de zetel van Jan V van Arkel.
- 20 of 28 juli - Slag bij Ankara: De binnengevallen Timoer Lenk verslaat de Ottomaanse sultan Bayezid I en neemt hem gevangen. De zonen van Bayezid bestrijden elkaar de troon; begin van het Ottomaanse Interregnum.
- 14 september - Slag bij Humbleton Hill: De Engelsen boeken een grote overwinning op de Schotten.
- Het rijk van de Ak Koyunlu wordt gesticht.
- Alexander de Goede van Moldavië wordt een vazal van Wladislaus II van Polen.
- Schellinkhout krijgt stadsrechten.
- Nijmegen wordt een Hanzestad.
- De Julius Maximilians-Universiteit wordt opgericht.
- De stadskraan van Utrecht verrijst op de hoek van de Ganzenmarkt met de Oudegracht.

## Opvolging
- China (Ming) - Jianwen opgevolgd door zijn oom Yongle
- Gelre en Gulik - Willem I opgevolgd door zijn broer Reinoud IV
- Milaan - Gian Galeazzo Visconti opgevolgd door zijn zoon Gian Maria Visconti onder regentschap van diens moeder Catherina Visconti
- Piëmont - Amadeus opgevolgd door zijn broer Lodewijk
- Sicilië - Maria opgevolgd door haar zoon Martinus I
- York - Edmund van Langley opgevolgd door zijn zoon Eduard van Norwich

## Afbeeldingen

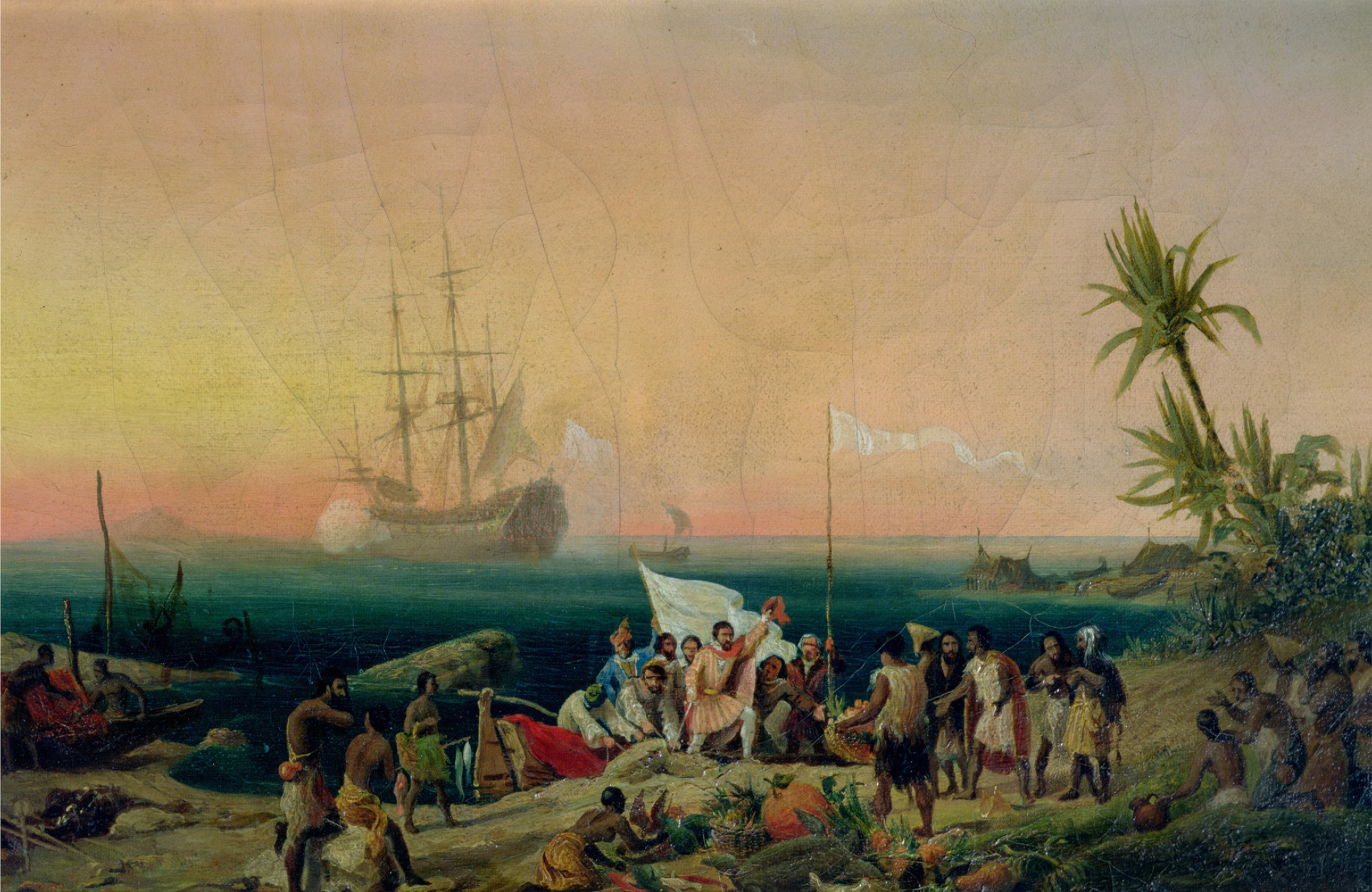
Jean de Béthencourt komt aan op Lanzarote
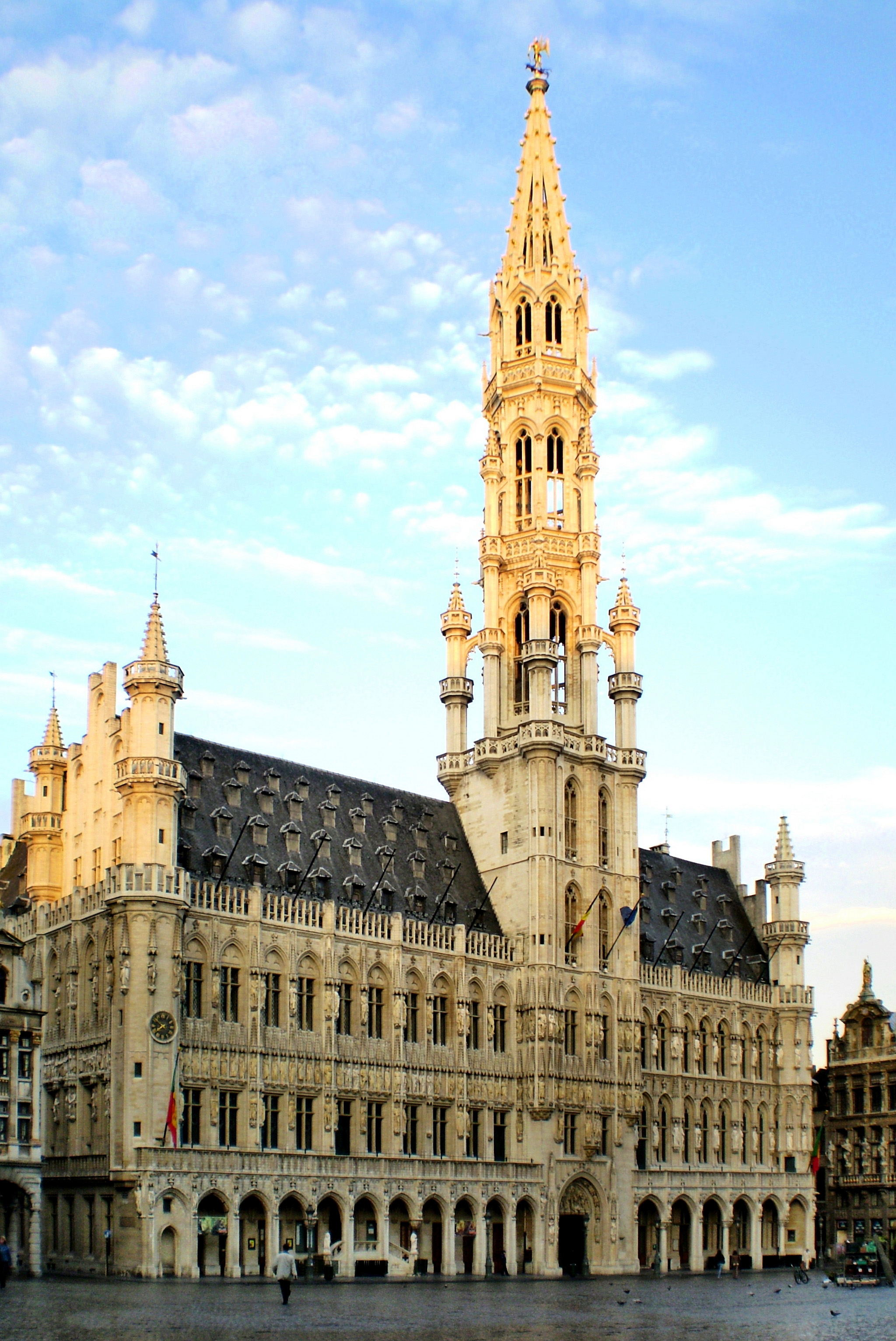
Stadhuis van Brussel, bouw begonnen 1402 door Jacob van Tienen
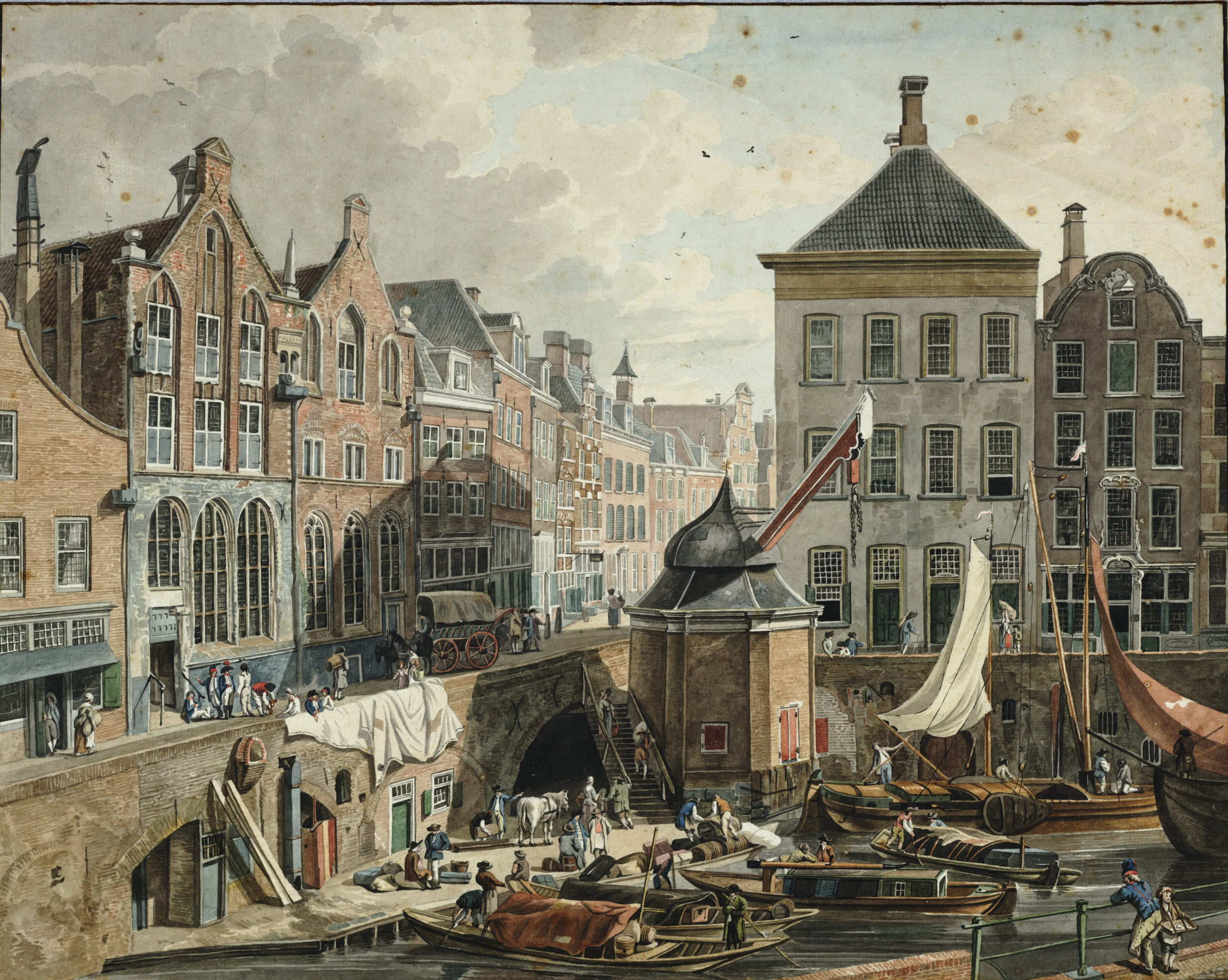
Stadskraan van Utrecht (ca. 1800)

## Geboren
- 6 februari - Lodewijk I, landgraaf van Hessen
- 28 april - Nezahualcóyotl, Azteeks vorst en dichter
- 29 september - Ferdinand, Portugees prins
- 23 november - Jan van Orléans, Frans staatsman
- Chökyi Gyaltsen, Tibetaans geestelijke
- Eleonora van Trastamara, echtgenote van Eduard van Portugal
- Fadrique de Luna, Aragonees edelman
- Lodrö Tenpa, Tibetaans geestelijke
- Dionysius de Karthuizer, Vlaams mysticus (jaartal bij benadering)

## Overleden
- 16 februari - Willem I/III (37), hertog van Gelre en Gulik (1371/1393-1402)
- 7 mei - Amadeus van Piëmont (~38), Italiaans edelman
- 13 juli - Jianwen (24), keizer van China (1398-1402)
- 1 augustus - Edmund van Langley (61), Engels prins
- 3 september - Gian Galeazzo Visconti (51), hertog van Milaan (1385-1402)
- Gijsbert van Bronckhorst-Borculo, Gelders edelman
- Godeke Michels, Duits piratenleider
- Hendrik III van Montfoort, Utrechts edelman
- Dirk Loef van Horne, Nederlands edelman (jaartal bij benadering)

## Trivia
- Shakespeares Hendrik IV speelt in 1402-1403, het begint bij de Slag bij Humbleton Hill